# Nie zapomnij
Nie zapomnij – czwarty singel promujący album My Edyty Górniak. Internetowa premiera piosenki odbyła się 13 lutego 2012 na oficjalnym kanale YouTube piosenkarki, natomiast oficjalna premiera radiowa miała miejsce dzień później, po godz. 9:00 poprzedzona wywiadem w Radio Zet oraz po 20:30 na antenie radia RMF FM. Pierwszy raz, na żywo, singiel został wykonany 13 maja 2012, w finale III edycji Must Be the Music. Tylko muzyka.
Autorem tekstu jest Edyta Górniak, zaś muzyki zespół produkcyjny Beatroots, w którego skład wchodzą Piotr Skotnicki i Piotr Remiszewski. Edyta współpracowała kiedyś z Piotrem Skotnickim przy singlach Sexuality i Lunatique.

## Notowania

### Radio
| Notowanie (2012)                       | Prowadzenie                | Pozycja |
| -------------------------------------- | -------------------------- | ------- |
| Lista Przebojów Radia ZET              | Radio Zet                  | 4       |
| Szczęśliwa Siódemka                    | Radio Zet                  | 5       |
| Lista Przebojów Radia Złote Przeboje   | Radio Złote Przeboje       | 4       |
| Lista przebojów Radia EL               | Radio EL                   | 3       |
| Trafieni w 10!                         | Radio Bartoszyce           | 2       |
| Lista 10 z 30                          | Polskie Radio 1030 AM      | 1       |
| Hit Planeta                            | Muzyczne Radio             | 1       |
| TOP 30 PL - Polska lista przebojów     | Muzyczne Radio             | 6       |
| Top 15                                 | Wietrzne Radio             | 1       |
| Power Play - Piosenka tygodnia         | Wietrzne Radio             | 1       |
| Lista przebojów PR PiK                 | Radio PiK                  | 2       |
| Power Play - Muzyczne nowości tygodnia | Radio PiK                  | 1       |
| Strefa HITÓW                           | Radio Strefa FM            | 1       |
| Złota 30                               | Radio Koszalin             | 1       |
| Hit Strefa                             | Radio Vanessa              | 1       |
| RDN Lista przebojów                    | Radio RDN Małopolska       | 1       |
| Polska lista przebojów w Beneluksie    | Radio e-migrant            | 1       |
| Lista przebojów                        | Radio Victoria             | 10      |
| Polska Lista Przebojów TOP 50          | Radio RNP                  | 7       |
| Premiera Tygodnia                      | Radio „Znad Wilii”         | 1       |
| Polska Lista Przebojów                 | Radio „Znad Wilii”         | 1       |
| Pogodna Lista Przebojów                | Radio „Znad Wilii”         | 9       |
| Playlista                              | Radio „Znad Wilii”         | 5       |
| Mniej-Więcej-LISTA – Tygodniowa        | Radio Zachód               | 10      |
| Mniej-Więcej-LISTA – Codzienna         | Radio Zachód               | 6       |
| Lista przebojów                        | Polskie Radio Rzeszów      | 2       |
| Lista przebojów Raga Top               | Polskie Radio Olsztyn      | 1       |
| Top30 Lista Przebojów Radia Centrum    | Radio Centrum              | 17      |
| Lista przebojów                        | Katolickie Radio Ciechanów | 1       |
| Londyn TOP 20                          | Polskie Radio Londyn       | 22      |
| Playlista                              | Katolickie Radio Podlasie  | 1       |
| Nieszczęśliwa 5-tka                    | Katolickie Radio Podlasie  | 1       |
| NAJ 10-tka                             | Katolickie Radio Podlasie  | 1       |
| Przebojowa Lista                       | Radio Via                  | 2       |
| RZW Chart - Lista Przebojów            | Radio ZW                   | 3       |
| Balladowa Lista Przebojów              | Radio FaMa                 | 1       |
| Top Hits 30                            | Radio Fama Sochaczew       | 28      |
| Nowości                                | Radio Traffic              | 3       |
| Mniej WIęcej Lista                     | Radio 5                    | 4       |
| Lista przebojów Radia Konin            | Radio Konin                | 1       |
| Lista przebojów Radia Katowice         | Polskie Radio Katowice     | 17      |

### Polska Airplay Top 100
| Tydzień | 01 | 02 | 03 | 04 | 05 | 06 | 07 | 08 | 09 | 10 | 11 | 12 | 13 | 14 | 15 | 16 | 17 | 18 | 19 |
| ------- | -- | -- | -- | -- | -- | -- | -- | -- | -- | -- | -- | -- | -- | -- | -- | -- | -- | -- | -- |
| Pozycja | 15 | 10 | 9  | 8  | 11 | 15 | 16 | 17 | 21 | 20 | 25 | 28 | 27 | 36 | 37 | 60 | 90 | 73 | 88 |

| Airplay (2012)                | Prowadzenie    | Pozycja |
| ----------------------------- | -------------- | ------- |
| Polska Airplay Top 100 Charts | Charly1300.com | 8       |